# 플래시 플러드 달링스
제이 송(Jay Song, 1985년 1월 20일 ~)은 대한민국의 싱어송라이터로, 1인 전자 음악 프로젝트 플래시 플러드 달링스(Flash Flood Darlings)로 활동하고 있다. 또한, 일렉트로니카 밴드 플로팅 아일랜드의 멤버이다.
플래시 플러드 달링스는 9살에 뉴질랜드로 이민을 간 후 2013년에 귀국하였고, 2015년 2월 6일 음반 Vorab and Tesoro를 발표하였다. 이 음반은 뉴질랜드 섬 크라이스트처치에서 보낸 10대 시절에 대한 이야기를 담았으며, 자신의 성 정체성을 찾은 소년이 성적 소수자로서 느꼈던 다양한 감정들을 담은 가사로 담아내 평단의 주목을 받았다. 그는 이 음반으로 2016년 제13회 한국대중음악상에서 최우수 댄스&일렉트로닉 노래 상을 수상하였다. 2015년 10월 27일에는 일렉트로닉 음악 프로듀서들이 Vorab and Tesoro을 리믹스한 음반이 발매되었다.
플래시 플러드 달링스는 공개적으로 자신의 성적 지향을 밝힌 동성애자이며, 2016년 6월 2일 연인 크리스 슈나이더와 스위스에서 파트너십 등록을 하였다.

## 생애
송은 1985년 1월 20일 대한민국에서 태어났으며, 9살 때 어머니, 누나 두 명과 함께 뉴질랜드로 이민을 갔다. 그가 음악을 처음 만든 것은 13살 때로, 아버지에게 전자 음악 프로그램을 선물로 받아 그때부터 계속 음악을 만들었다. 송이 16살이 되자 그의 어머니는 한국에 있는 그의 아버지에게 돌아가고, 누나들은 모두 오스트레일리아로 가면서 가족이 뿔뿔이 흩어졌다. 이 때문에 그는 크라이스트처치로 이주하여 독립하고 그곳에서 20대 후반까지 살았다.
송은 2006년 스위스인 크리스 슈나이더를 만나 연인 사이가 되었고, 함께 스위스, 오스트레일리아, 다른 나라를 떠돌다 타이에서 1년 간 사운드 엔지니어 공부를 하였다. 이후 크리스의 제안에 2013년 한국으로 오게 되었다. 캐스커가 가르치는 상상마당 전자 음악 전문 과정반을 1년 간 다닌 뒤 졸업했고, 이것을 계기로 영기획의 하박국과 만나면서 음반 데뷔를 하게 되었다.
플래시 플러드 달링스는 제이 송이 개인적인 경험과 생각을 음악으로 표현하고자 시작한 프로젝트이다. 프로젝트의 이름이자 제이 송의 활동명인 플래시 플러드 달링스는 2009년 태국 방콕에서 살 때 겪은 홍수(Flash Flood)에 연인 간의 호칭인 달링을 섞어 우스갯소리를 한 것을 따서 지은 것이다.

## 음반 목록
- Vorab and Tesoro (2015)